# Dobermann
Doberman là một giống chó có thể nuôi để giữ nhà, canh gác hoặc làm nghiệp vụ. Tên gọi đầy đủ và chính xác của nó là Dobermann Pinscher (theo AKC American Kennel Club). Dobermann là một trong số ít những loại chó được đặt theo tên người (Louis Dobermann). Đây là một giống chó hung dữ, nhưng nếu được đào tạo tốt, nó có thể là những con chó tuyệt vời của gia đình. Với cách tiếp cận phù hợp, chúng có thể dễ dàng đào tạo và sẽ học hỏi rất nhanh. Giống như tất cả các con chó, nếu được đào tạo đúng cách, chúng có thể phù hợp với trẻ em.

## Lịch sử
Louis Dobermann (1834-1894), sống ở vùng Apolda, nước Đức, được coi là người đã sáng tạo ra giống chó này, nhưng thực ra, một người bạn của ông, Otto Goeller mới là người đặt tên cho giống này. Goeller đã theo dõi một cách hào hứng những công việc lai tạo giống do Dobermann tiến hành trong một thời gian dài. Sau đó chính Goeller là người đã tiến hành công việc chọn lọc nâng cao chất lượng cho giống chó, bằng cách cho lai tạo từ rất nhiều con chó giống khác nhau mà Louis Dobermann đang có (bao gồm cả chó lai, chó terrier, và các giống chó chăn gia súc), để tạo ra giống chó mà ngày nay chúng ta biết đến với tên gọi Doberman Pinscher.
Louis Dobermann và Otto Goeller không ghi chép lại cách thức, tỷ lệ mà họ áp dụng khi gây giống chó mới, vì thế, không ai biết đích xác Doberman đã được tạo ra như thế nào. Nhưng hiện nay nhiều chuyên gia cùng đồng ý rằng Doberman Pinscher là hậu duệ của các giống chó sau: Rottweiler, German Pinscher, Manchester Terriers, German Shorthaired Pointer, và thậm chí cả Great Dane hoặc GSD cũng có thể đóng góp một phần nào đó trong việc tạo ra Doberman.

## Bề ngoài
Một con Dobermann cái có thể cao 65–70 cm và nặng khoảng từ 32 đến 35 kg, trong khi con đực thì vào khoảng 68-72 cm và nặng 40-45kg. Thông thường Dobermann có bộ ngực to khỏe, cơ thể săn chắc vạm vỡ. Nhưng theo xu hướng hiện nay thì người ta ưa chuộng Dobermann gầy và thon thả hơn. Tuy vậy, những con Dobermann to khỏe vẫn được một số người thích chọn.

### Màu sắc
Khi nhắc đến Dobermann, đa số mọi người nghĩ đến một con Dobermann màu đen với các viền nâu vàng. Thực tế, Dobermann có 2 gene màu khác nhau (giả sử gene A và B) tương tác để có thể tạo ra bốn loại kiểu hình về màu sắc khác nhau. Con Dobermann với màu truyền thống đen hoặc đen và vàng là do chúng mang allele trội của cả hai gene (A - B -). Một loại biến chủng thường thấy ở Dobermann có bộ lông màu đỏ hay đỏ và vàng là do chúng đồng hợp lặn về 1 gene (vd. A - bb). Đó là cách gọi ở Mỹ còn ở các nơi khác, những con Dobermann như vậy được gọi là màu nâu vì bộ lông phủ toàn màu nâu đỏ sẫm với những viền vàng. Tuy nhiên, đối với những con Dobermann đồng hợp lặn ở gene màu kia (aa B-) thì có màu lông xanh xám. Một con Dobermann có tổ hợp gene đồng hợp lặn ở cả hai gene (aa bb), rất hiếm gặp trong tự nhiên, thì có màu vàng sáng và được gọi với cái tên là "isabella".
Trong thập niên 1970, một con Dobermann có màu thứ năm, một màu trắng hoàn toàn đã được sinh ra và từ đó di truyền màu lông này cho các thế hệ con cháu của nó. Quá trình nội phối nghiêm ngặt này diễn ra trong một vài thế hệ, theo phương thức mà các nhà chọn giống gọi là "cố định" đột biến, sau đó đã được tung ra thị trường. Những con Dobermann có màu lông như vậy đã mang một đột biến di truyền mới, tác nhân ngăn cản quá trình tổng hợp sắc tố, bất kể nó mang kiểu gene gì trong 2 gene màu nói trên (gene A và B). Thực ra, đó là những con chó mắc bệnh bạch tạng.
Mặc dù nhiều chủ nhân của những con chó Dobermann trắng thì thấy màu lông trắng khá đẹp, nhưng cũng như các con vật bị bệnh bạch tạng khác, chúng mang nguy cơ tiềm ẩn mắc bệnh ung thư và một số bệnh khác. Những con bạch tạng này cần tránh tối đa tiếp xúc với ánh sáng mặt trời. Vì nguy cơ mắc bệnh và chết sớm của những con Dobermann trắng này hầu như là chắc chắn nên ngày càng có nhiều người kêu gọi ngừng ngay việc chọn giống và thương mại những con bệnh bạch tạng, đó là một hành vi đối xử độc ác của con người đối với vật nuôi. Một vài quốc gia đã ban hành luật cấm việc chọn giống nhằm mục đích tạo ra những con Dobermann trắng, nhưng cho phép những nhà chọn giống có thể nuôi dưỡng những con Dobermann này nếu không để việc nội phối tạo ra các thế hệ bạch tạng tiếp theo.

### Đuôi
Nhìều người ngạc nhiên khi thấy những con Dobermann với đuôi rất ngắn. Thực tế đuôi của Dobermann thường dài hơn những giống chó khác. Nhưng thông thường, đuôi của Dobermann được cắt vài ngày sau khi được sinh ra. Lý do của việc này là Dobermann với đuôi ngắn (gần như cụt) là một điển hình về Doberman, đặc điểm này gắn liền với Doberman, do người tạo ra giống chó này là ông Louis Dobermann đã mường tượng ra chúng như vậy. Đặc điểm này còn làm cho Dobermann trông ngầu và dữ dằn hơn.
Lý do khác là vấn đề công việc khi Dobermann làm nhiệm vụ của chó cảnh sát là bắt cướp. Kể tấn công có thể dễ dàng nắm đuôi Dobermann và điều đó trở thành một điểm yếu. Còn lý do khác nữa là đuôi Dobermann dễ bị gãy nếu để bình thường, một khi đã gãy thì rất khó chữa và sẽ gây đau đớn cho Doberman. Tuy vậy, vẫn có một số ít người muốn Dobermann với cái đuôi nguyên vẹn. Thường thì họ phải đặt vấn đề này với người bán sớm vì chuyện cắt đuôi Dobermann phải được tiến hành sớm sau khi vừa sinh ra.

### Tai
Chuyện Dobermann cần phải được cắt tai để có một đôi tai dựng đứng trong khoảng 7 đến 9 tuần đầu từ lúc mới sinh là không chính xác, chuyện này có thể để đến 6 tháng hoặc 1 năm cũng được. Nhiều người tỏ ra không thích chuyện cắt tai Dobermann vì họ nghĩ rằng điều đó làm Dobermann rất đau đớn. Từ trước đến nay vẫn chưa ai đem Dobermann được cắt tai và Dobermann để tai tự nhiên ra so sánh, nhưng người ta vẫn tin rằng Dobermann được cắt tai có thể tránh được những vấn đề về tai như nhiễm trùng cao hơn.

## Tính cách
Được lai tạo hàng thế kỷ để trở thành loài chó canh gác, Doberman có được các phẩm chất lý tưởng cho công việc này: Nhạy cảm, nhiệt huyết, có sức mạnh và sự bền bỉ phi thường. Hơn thế nữa, đây là một trong những giống chó vô cùng thông minh và dễ dạy bảo. Quyết đoán, không hề biết sợ hãi nhưng không hoang dã, trung thành, tận tụy và tình cảm với gia đình chủ, chó Doberman gần như trở thành một thành viên chính thức của gia đình.Vì Doberman rất thông minh, dễ dạy bảo, có khả năng tấn công, bảo vệ rất tốt nên trong thực tế chúng thường được huấn luyện để phục vụ nhiều mục đích khác nhau (trong đó có cả mục đích xấu).
Phim ảnh đã từng có thời dựng rất nhiều về Doberman như Doberman Gang (1972), Daring Dobermans(1973), The Amazing Dobermans(1976), Eyes of an Angel(1991)....,trong các bộ phim này đôi lúc Doberman xuất hiện với hình ảnh dữ dằn (Doberman Gang) nên nhiều người không hiểu biết về giống này nghĩ rằng giống này hung dữ nhưng thực ra Dobermann rất đáng yêu và thông minh (xem phim Eyes of an Angel), chúng rất hiếm khi tự ý tấn công con người, trừ trường hợp nó cảm thấy có điều gì nguy hiểm đang xảy ra với chủ hoặc gia đình nó hoặc khi nó được huấn luyện và ra lệnh tấn công con người. Trong các cuộc thi về vâng lời, Doberman luôn được đánh giá là giống chó thông minh và vâng lời bậc nhất.

## Thể chất
Dobermann là giống chó có sức khỏe rất tốt, ít bệnh tật, tuổi thọ trung bình 11-13 năm. Tuy nhiên khả năng chống chịu thời tiết khắc nghiệt của chúng không được tốt lắm. Ở xứ lạnh vào những hôm nhiệt độ ngoài trời quá thấp có băng tuyết thì không nên để Dobermann ở ngoài trời (vì lông của chúng ngắn, chịu lạnh không tốt bằng nhưng giống lông xù).

## Loại chó nguy hiểm
Dobermann bị xếp vào loại chó nguy hiểm tại tiểu bang Brandenburg ở Đức.

Bên Thụy Sĩ, 8 trong 12 bang cũng liệt Dobermann vào loại chó nguy hiểm, và phải xin giấy phép nếu muốn nuôi loại chó này. Ở bang Wallis họ cấm cả việc nuôi, gây giống và nhập cảnh vào.

## Lịch sử

### Trên thế giới
Dobermann được ra đời năm khoảng năm 1890 tại Đức bởi Louis Dobermann. Ông ta làm nghề thu thuế và thường xuyên phải đi lại ở những vùng đất đầy rẫy nguy hiểm và trộm cướp. Với công việc như vậy, ông cần một giống có những phẩm chất như: thông minh, trung thành, gan dạ, thính nhạy, khỏe mạnh, có thể lực tốt, có khả năng bảo vệ và tấn công cao vì thế ông đã tìm cách gây giống và tạo nên Dobermann.
Mọi người tin rằng Dobermann là sự kết hợp của giống German Pinscher, Rottweiler, Thuringian Shepherd, Greyhound đen, Great Dane, Weimaraner, German Shorthaired Pointer, Beauceron và German Shepherd cổ. Tỷ lệ kết hợp như thế nào, cho đến nay, vẫn chưa chắc chắn, nhưng giới chuyên môn vẫn tin rằng ít nhất Dobermann có mang dòng máu của 4 trong số các loại kể trên.

### Việt Nam
Ở Việt Nam, thú nuôi chó Doberman hiện nay đã bắt đầu trở nên phổ biến. Nhiều người yêu thích dòng chó này đã tìm cách nhập về, bổ sung cho nguồn gen giống hạn chế trước đây. Hiện nay phần lớn những con doberman đẹp, có vóc dáng và thần thái tốt được nhập khẩu về có giấy chứng nhận thuần chủng đầy đủ, nguồn gốc xuất thân chủ yếu từ các trại chó danh tiếng trên thế giới.. Khi Doberman bắt đầu thu hút thì một số lái buôn tập trung nhiều vào dòng Doberman, mua con cái cho sinh sản hay nhập khẩu con cái mang thai từ ngoại quốc nhằm mục đích kinh doanh. Do còn thiếu nhiều kinh nghiệm nên nhiều lái chó đã thất bại. Con giống doberman ở Việt Nam giá vẫn rất cao do số lượng người chơi đông nhưng số lượng con giống còn hạn chế.